# Leslie Holligan
Leslie Holligan (Georgetown, 3 agosto 1978 – Georgetown, 15 settembre 2007) è stato un calciatore guyanese, di ruolo difensore.

## Biografia
Muore il 15 settembre 2007, dopo essere stato ricoverato per alcuni giorni in ospedale.

## Carriera

### Club
Gioca dal 1998 al 1999 al Beacon. Nel 2000 si trasferisce al Notre Dame. Dal 2001 al 2003 gioca al Georgetown Cobras. Dal 2003 al 2005 milita al Camptown. Nel 2005 gioca all'Alpha United. Nel 2006 gioca al North East Stars. Gioca la stagione 2007 al Caledonia AIA.

### Nazionale
Debutta in Nazionale nel 2002.